# Two Nudes Bathing
Two Nudes Bathing és un curt britànic dirigit per John Boorman, estrenat el 1995. Es va presentar a la secció Un certain regard al Festival de Canes de 1995.

## Repartiment
- John Hurt – Marqués de Prey
- Charley Boorman – El pintor
- Angeline Ball – Simone
- Jocelyne West – Gabrielle
- Juliette Caton – Blanche
- Britta Bates – Nana